# Pedro López de Ayala (comunero)
Pedro López López de Ayala, o Pedro López² de Ayala (Castilla, fl. 1485 - Burgos, 16 de mayo de 1524), conde de Salvatierra, mariscal de Ampudia y señor de los valles de Ayala, Llodio, Arceniega, Arrastaria, Urcabustaiz, Cuartango, Orozco, Valdegovia, Morillas y Orduña, conocido por su participación en el bando rebelde durante la Guerra de las Comunidades de Castilla. Era segundo hijo de Garci López de Ayala y de María Sarmiento y pertenecía a la rama palentina del linaje de Ayala (la otra era la toledana), nieto de María López de Ayala y del mariscal Pedro García de Herrera.
A comienzos del siglo XVI sostuvo enconados conflictos con la Hermandad de Álava, el diputado general de la provincia —Diego Martínez de Álava— y su villa de Salvatierra. El interés por socavar el poder de estos dos primeros, terminar con las aspiraciones antiseñoriales de su feudo y al mismo tiempo ganar posición sobre el resto de la nobleza local lo llevó a unirse en septiembre de 1520 a las filas de los comuneros castellanos, de los cuales recibió el título de capitán general. Tras su derrota en abril de 1521 (véase batalla de Miñano Mayor), se exilió en la frontera portuguesa. En 1524 se presentó en Burgos esperanzado en obtener el perdón real, pero fue encarcelado y tratado severamente por las autoridades judiciales. Falleció desangrado el 16 de mayo de 1524, sin que llegase a comparecer ante la justicia.

## Conflictos
El conde mantuvo conflictos en cinco principales esferas: tres de ellas políticas (con la Hermandad y el diputado general, con sus vasallos y con otros señores) y una personal (con su esposa). Muchos autores han señalado además su comportamiento violento, altivo e indisciplinado, que lo llevaría a un enfrentamiento casi personal con Diego Martínez de Álava, el ya susodicho diputado general, y a unirse posteriormente a los comuneros.

### Con la Hermandad y el diputado general
Es conocida su enemistad personal con el diputado general, Diego Martínez de Álava. El 20 de marzo de 1508 el funcionario provincial envió tropas para reconquistarle la fortaleza de Gauna —que él había arrebatado por la fuerza a su hermana Ginesa de Ayala y su cuñado Ochoa de Salazar— y un año antes le sustrajo de su señorío el valle de Orozco a raíz, entre otras razones, de los desmanes cometidos al encarcelar en la torre al alcalde de la Hermandad, García de Acibay. El 21 de agosto de 1507 llegó a tratarse este tema en la Junta General de Hermandad celebrada en la localidad de Vitoriano, en la cual los procuradores reunidos escribieron al conde (que se encontraba en Izarra) para que soltase al prisionero. Dos días después el diputado general ordenó a los alcaldes personarse en el lugar con doscientos hombres de apoyo y escribir una nueva carta a Pedro de Ayala para que liberase al alcalde y ayudase a los habitantes del valle regresar tranquilos a sus casas. Al mismo tiempo, se pidió asistencia jurídica al licenciado Arana para intervenir sobre Orozco en nombre de la Hermandad. El día 25 la Junta acordó acercarse desde Vitoriano a Berganza, aldea alavesa que da entrada al valle de Orozco, para desde allí dirigir las operaciones contra el conde. Asimismo, se acordó el envío de 200 soldados más. Al poco tiempo, el valle quedaba enmarcado dentro de los límites de la Hermandad.
En 1517, vecinos de Ayala solicitaron al diputado general que no se pusiesen cuadrilleros en su tierra por temor a las represalias del conde.

### Con sus vasallos de Salvatierra
El conflicto entre Salvatierra y sus vasallos, aunque ya se había puesto de manifiesto con el levantamiento de 1433, alcanzó mayor gravedad a finales del siglo XV y comienzos del XVI.
Pedro de Ayala fue jurado señor por el concejo salvaterrano el 26 de noviembre de 1485, pero a pesar de las promesas, no se mantuvo pasivo en absoluto. Introdujo en el gobierno de la villa un oficial señorial permanente, el alcalde mayor, y demandó un supuesto derecho señorial consistente en cuatro cuartos de vaca limpia, dos docenas de capones y una docena de ansarones, dos cueros de vino blanco de ocho cántaras y una carga de vino tinto de otras ocho cántaras.
Estas intromisiones y excesos no hicieron otra cosa que exasperar a las autoridades locales. A las tentativas explícitas de sustraerse del dominio señorial, el conde multiplicó sus actitudes abusivas hacia los vecinos. De esa manera, facultó a los alcaldes mayores para intervenir en causas judiciales de primera instancia, pero en cambio, no hizo nada ante el hostigamiento que sus servidores y escuderos acometían a los habitantes de las casas salvaterranas donde se alojaban. Asimismo, se alió con las aldeas circundantes de la villa, recelosas de la gestión municipal salvaterrana. En ese sentido, Pedro de Ayala supo premiar a Martín López de Ocariz con el cargo de alcalde mayor, y a su hijo, que era procurador de los labradores, con el de mayordomo.
Lo cierto es que el conde salió favorido en casi todas las demandas interpuestas por la villa. Así, en 1505 la Real Audiencia y Chancillería de Valladolid le permitió seguir ostentado su titularidad señorial sobre Salvatierra, y en 1507 el corregidor guipuzcoano Vela Núñez dio como válido el tributo extraordinario que buscaba imponer así como la percepción de las alcabalas de su parte, y en este último caso obligó a Salvatierra a pagarle los 20 000 maravedíes que le debía por los ocho años durante los cuales la villa se había negado a contribuir. Únicamente no obtuvo satisfacción en lo relativo a los alcaldes mayores, pues en 1506 Gil del Campo prohibió a estos oficiales entrometerse en las causas de primera instancia. Pero esto no impidió que el conde siguiese desobedeciendo la sentencia, alegando que el fallo de 1505 le había confirmado la posesión de su jurisdicción civil y criminal sobre la villa. Por lo demás, no fue su única intervención en el gobierno concejil. En él introdujo también la figura del procurador fiscal señorial, dotado de unas amplias atribuciones judiciales.
Los maltratos del conde a los vecinos tampoco cesaron con las sentencias favorables que obtuvo, a tal punto que el 25 de marzo de 1509 debió intervenir el poder real para ordenarle expresamente a Pedro de Ayala que no apresase, embargase ni hostigase a sus vasallos de Salvatierra.
En el plano fiscal el conde continuó exigiendo cargas tributarias a los vecinos de Salvatierra. Además del pago de las alcabalas atrasadas, exigió a la villa y sus arrabales, aunque no así a las aldeas con las que estaba aliado, 200 000 maravedíes en virtud de un nuevo monto de encabezamiento promulgado en su condado. A las protestas surgidas Pedro de Ayala respondió cerrando las puertas de Salvatierra para que ningún vecino saliese de la ciudad. En esa tesitura, pudo forzar al concejo a aceptar los impuestos exigidos, apropiándose como garantía de ello de noventa marcos de plata de las iglesias. No contento con eso, aumentó el tributo exigido a la cantidad de 242 500 maravedíes.

### Con otros señores
A finales del siglo XV Pedro de Ayala se vio enfrentando con el clan de los Yerro, parientes mayores de Orozco, con el que hasta 1487 había mantenido buenas relaciones. Estas se fueron deteriorando y vecinos del valle de Orozco, entre los que estaban los Yerro, mataron en una reyerta a Diego Anuncibay de Olarte, junto a otros seguidores del conde, en plena junta general del valle. El asunto del enfrentamiento entre los Auncibay y los Yerro, clanes banderizos, aún continuaba en el año 1494, cuando los Reyes Católicos le escribieron a Pedro de Ayala el 18 de abril para obligarle a escuchar las alegaciones de Pedro Martínez, al parecer pariente ligado a los Yerro.
Asimismo, hay que llamar la atención sobre la rivalidad natural con otros señores poderosos de la región: el conde de Oñate —que en 1489 obtuvo confirmación de la sentencia favorable en el pleito por la villa de Salinillas de Buradón— y el condestable de Castilla —cuya casa se había consolidado en torno a Burgos controlando las vías de la Meseta a los puertos cántabros y vizcaínos—.

### Con su esposa
Una provisión fechada en Medina del Campo el 1 de junio de 1518 condenó al conde a entregar a
su segunda esposa Margarita de Saluces 300 000 maravedíes anuales. Ella también sufrió las consecuencias del carácter impetuoso e iracundo de su esposo; en 1521 consta que ni siquiera se encontraba junto a él sino en Vitoria, bajo la protección del diputado general.

## Participación en las Guerra de las Comunidades
En septiembre de 1520 el conde se enroló en las filas de los comuneros castellanos para lanzar una campaña de desprestigio contra el diputado general, al que por los motivos expuestos le guardaba viejos rencores. Durante los meses siguientes reclutó un poderoso ejército en su feudo y el 26 de noviembre la Santa Junta lo nombró capitán general del norte de España, con amplias facultades políticas, fiscales y administrativas:

Capitán general como hasta aqui lo haveys seydo del Condado de Vizcaya e provincias de Guipúzcoa e Álava e de las cibdades de Vitoria e Logroño e Calahorra e Santo Domingo de la Calzada e de las siete Merindades de Castilla Vieja e de todas las otras cibdades, villas e logares e merindades e tierras e bailes que caen y están desde la cibdad de Burgos hasta la mar.
Copia de minuta del nombramiento de Pedro de Ayala, fechada en abril de 1521.

Mientras tanto, las gestiones del Consejo Real y Salvatierra para traerlo al lado del poder real no prosperaron, y el 4 de enero de 1521 el regente Adriano de Utrecht propuso al monarca Carlos I la incorporación de su feudo al patrimonio real. Finalmente en la villa de Oña a finales de enero, tras fracasar el golpe comunero en Burgos, el conde aceptó retirarse de la lucha a cambio del perdón y la nulidad de todas las provisiones reales expedidas desde el 29 septiembre pasado contra él, su tierra, y sus vasallos.

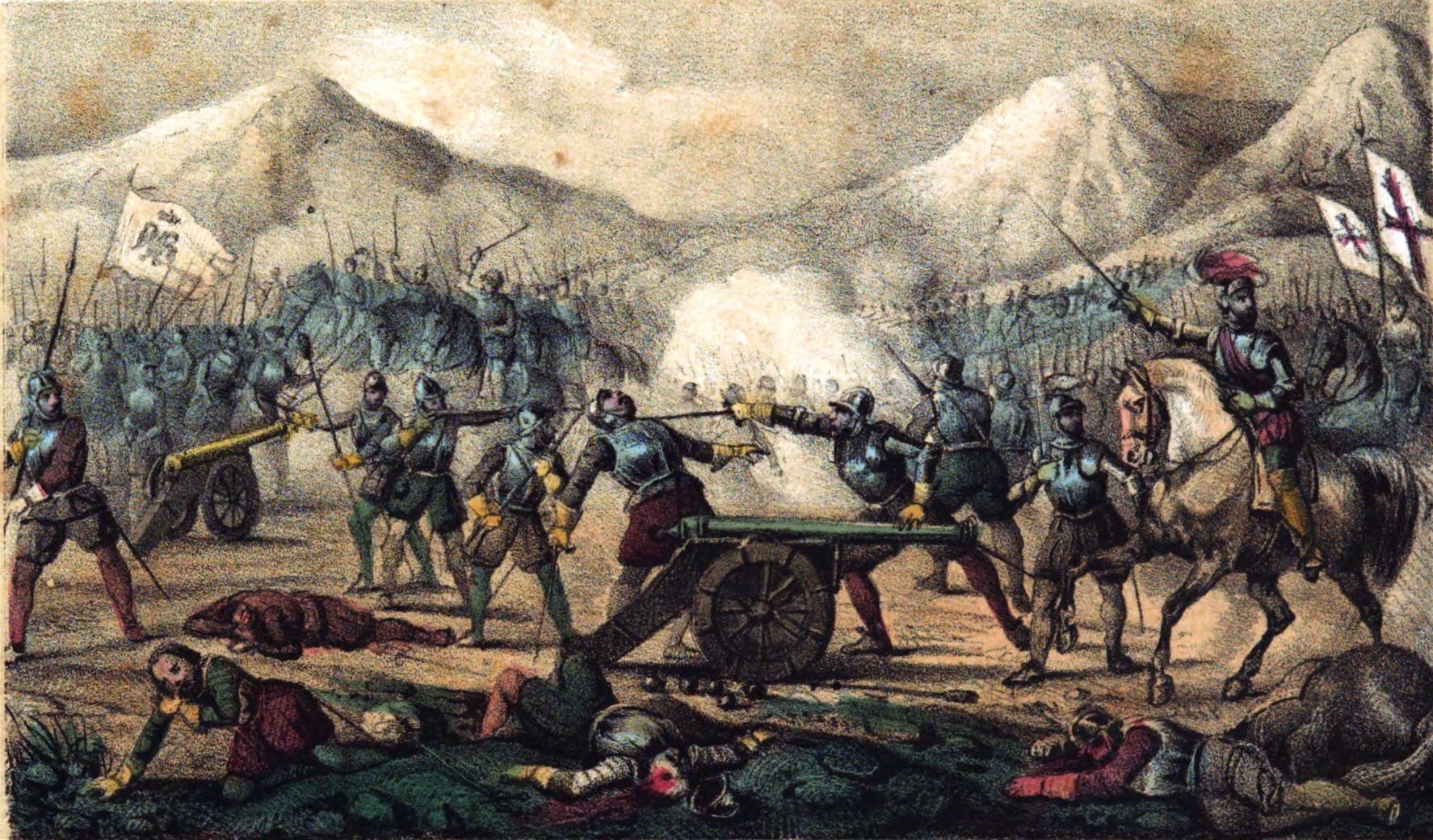
«Ayala toma la artillería a los imperiales en el valle de Arratia»

Pero no tardó mucho en volver a las andadas, pues rehízo su ejército, se negó a recibir a un emisario del Consejo y el 8 de marzo interceptó la artillería que desde Fuenterrabía venía en apoyo a las tropas realistas. A continuación sitió Vitoria, aunque se retiró al cabo de unos días tras obtener algunas concesiones por parte de la ciudad.
Lo cierto es que en el mismo momento en que su popularidad estaba en el punto más alto, no empezó sino fracasar una y otra vez. El 11 de marzo y en los días siguientes el condestable de Castilla liberó a sus súbditos de su autoridad y comenzó a atraerlos al patrimonio real. Al mismo tiempo, los realistas se apoderaron de Salvatierra, que el conde intentó recuperar en vano el 20 de marzo, y seguidamente asolaron el valle de Cuartango y destruyeron el castillo de Morillas. El 6 de abril Pedro inició un segundo sitio a la villa de Salvatierra pero la resistencia que plantearon Martín Martínez de Oquerruri y el diputado general le obligaron a retirarse el 11 en dirección a las tierras de Ayala.
Finalmente, el 19 de abril las tropas dirigidas por Martín Ruíz de Avendaño y Gamboa lo derrotaron completamente en la batalla de Miñano Mayor. El conde no tuvo otro remedio que tomar un buen caballo y huir a toda prisa.

### Causas
Historiográficamente, el análisis del levantamiento del conde de Salvatierra ha llevado a dilucidar sus causas en torno a los antiguos conflictos ya referidos:
- Conflicto con la monarquía: Pedro de Ayala pertenecía a la alta nobleza, y como tal, sus conductas iban encaminadas a socavar la intervención de la monarquía, que aunque no podía prescindir de tal estamento nobiliario, tendía siempre a controlarlo y restringir la autonomía de sus acciones. El hecho de que los comuneros luchasen contra Carlos I y a la larga aspirasen limitar las prerrogativas de la monarquía quizás decidió al conde a tomar las banderas rebeldes.
- Conflicto con las instituciones alavesas: La institucionalización de la provincia de Álava —que se manifestó en la consolidación de la Junta de Hermandades— redujo la influencia en la región de los grandes señores locales, entre los cuales se hallaba el conde de Salvatierra.
- Conflicto con sus vasallos: En este sentido, el conde aprovechó la coyuntura política de 1520 para unirse a los comuneros y terminar con las veleidades de sus tierras de retornar al patrimonio real.
- Conflictos con otros señores: La rivalidad internobiliaria con otros grandes señores de la región, como el conde de Oñate o el mismo condestable de Castilla constituye otro factor de pugna que decidió a Pedro de Ayala a apoyar a la Santa Junta.

## Represión y muerte
Tras su derrota en abril, Pedro de Ayala se ocultó en el castillo de Fermoselle, lindante con la frontera portuguesa. En él permaneció al menos hasta junio de 1522, cuando Carlos Osorio decidió entregar la plaza fuerte al conde de Alba de Liste. No obstante, el conde no volvió a Castilla, sino que continuó en la zona fronteriza mientras la represión caía sobre los vencidos. Además, y a pesar de las gestiones de algunos aristócratas, el monarca del país vecino se negó a recibirle, y el 22 de agosto de 1522 un tribunal real asentado en Palencia lo condenó a muerte y confiscación de bienes por rebeldía. Esta sentencia respondía a la acusación formal dirigida contra él el 18 de enero del mismo año, por el fiscal Pero Ruiz.
De ese modo, tampoco sorprende que su nombre estuviese incluido en la lista de exceptuados del Perdón General, promulgado en Valladolid el 1 de noviembre, así como probablemente en un documento de 1523 que enumeraba las personalidades que no podrían beneficiarse de las multas de composición —rehabilitación de los proscritos por medio del pago de un determinado importe—.
El 22 de enero de 1524 se presentó en Burgos confiado en obtener el perdón del monarca por medio de una gestión personal. Pero apenas llegado, y por orden del fiscal Pero Ruiz, fue encarcelado, encadenado y tratado severamente en la torre de San Pablo. Al mismo tiempo, el Consejo Real instruyó su proceso y los alcaldes de Corte Leguizamo y Briviesca se encargaron de tomarle la declaración indagatoria. Su plan no había resultado y para colmo, había caído en la extrema pobreza, pues según narra un manuscrito de la época (relato reproducido luego en casi todas las crónicas de la época y en las obras clásicas del tema) tuvo que depender de su hijo Atanasio, que vendió un caballo para darle de comer, así como de su cuñado Antonio de Fonseca, que le proveyó un ducado de oro cada día para su sustentación. El 4 de mayo compareció Juan de Valladolid con poder del reo, otorgado el mismo día, y defendió ciertas excepciones, negando los hechos alegados por el fiscal. Este replicó insistiendo, pero lo cierto es que el conde —tal como Pero Ruiz consignó en un escrito del 2 de junio— no llegaría a comparecer ante el tribunal, pues murió desangrado el domingo 16 de mayo de 1524. Fue enterrado en el monasterio de Santisteban de Burgos como dispusieron las autoridades: con los grilletes en los pies. También se menciona que para que se viesen dichas cadenas, se hizo un hueco en la parte inferior de la tumba, por donde saliesen los pies, y que su féretro fue acompañado por varios caballeros hasta el lugar del entierro.
Así narra el manuscrito atribuido al cronista Gonzalo de Ayora el final de Pedro de Ayala:

Fue preso y trugeronle á Burgos y metiéronle en prisión en las casas del Conde de Salinas en el Mercado [en realidad, lo más probable haya sido en la torre de San Pablo], donde murió desangrado el año 1524, estando el Emperador en la misma Ciudad. Lleváronlo á enterrar los pies descubiertos fuera del ataúd, con grillos, que lo viesen todos, y murió tan pobre, que en la prisión le llevaba de comer un criado suyo, pintor, llamado León Picardo, un triste pucherillo, tanto, que D. Atanasio de Ayala, hijo del Conde y page del Emperador, vendió un caballo que tenía para darle de comer. La muerte del Conde dicen fué sangrándole de una vena hasta que espiró un tan gran caballero, que venía, como él decía, de rodilla en rodilla, de los godos. Llamábase D. Pedro de Ayala, Conde de Salvatierra.
Pseudo-Ayora, Relación de las Comunidades de Castilla y otros reinos en tiempo de Carlos.

No está muy clara la intencionalidad de su muerte. Ciertos autores se inclinan al suicidio, pero otros, como Juan Albarellos Berroeta, opinan que Pedro de Ayala fue ejecutado. Domingo Hergueta y Martín cree que Albarellos cayó en un error al basarse en un documento de la época que afirma que «hasta sintió el César mandar quitar la vida a D. Pedro de Ayala, conde de Salvatierra, pero sus excesos habían sido grandes y su calidad los hizo mayores». La tesis del suicidio puede apoyarse en el hecho de que los documentos judiciales del caso no mencionan que fue ajusticiado, sino que simplemente murió en prisión. Hay que tener en cuenta además que la eventual ejecución no se condice con la forma estipulada en la sentencia de muerte.

## Matrimonio e hijos
Pedro López de Ayala estuvo casado dos veces: primero con Aldonza de Avellaneda, la cual murió en 1506 sin dejar descendencia, y luego, en 1515, con Margarita de Saluces, nieta de María de Foix, infanta de Navarra. Con esta última tuvo tres hijos: 
- Atanasio de Ayala, pretendiente a la sucesión de su padre, muerto después de 1553. Casado con Isabel Rodríguez de Zevallos Busendos, y padre de una hija única:
  - Luisa de Ayala, fallecida después del 14 de mayo de 1596, casada con Antonio Domingo Fernández de Córdoba y Lasso de Castilla, I marqués de Valenzuela, con descendencia.
- Amando de Ayala.
- Onofre de Ayala.